# Concluzie
Concluzia este acea descriere de stare formulabilă într-un limbaj determinat, pe care o poate extrage un sistem interpretant, din analiză, după un algoritm determinat, a unor mesaje cu un conținut coerent și relativ complet.
Coerența mesajelor implică inexistența unor descrieri de stare contradictorii în mesaj, iar completitudinea vizează suficiența informațiilor de detaliu pentru a permite extragerea unei unice concluzii, sau pentru construirea unor criterii de ordonare a unui set de concluzii derivabile din mesaj.

## Proprietăți
De regulă majoritatea concluziilor care își merită numele, sunt extrase de sistemul interpretor uman, acesta posedă:
1-Capacitate de utilizare a unui limbaj care conține sensurile operanzilor din care este alcătuit mesajul. 
2-Intenționalitate interactivă cu mesajul, adică declanșare din sistem, fără intervenții externe, a demersului logic interpretant de mesaj. 
3-Performanța logic interpretantă, asta însemnând că sistemul distribuie corelat în 'concluzie', totalitatea sau majoritatea condiționărilor între obiectele, proprietățile și acțiunile descrise în mesaj.
4-Intenționalitate utilizantă, implicând folosirea concluziei într-un mod determinat.
5-Funcția valorizantă, adică atribuirea convențională a unui indice de importanță-calitate, concluziei, în raport cu un set de alte concluzii valorizate, extrase din alte mesaje.
6-Conștiența interpretorului.
Conștiența ar putea fi calitativ și sumar definită drept capabilitatea unui sistem informațional de a realiza o anume stare procesant-interpretantă de date, de a identifica desfășurarea și finalizarea acestei stări procesante, de a se identifica identificând realizarea procesării, de a își atribui recurent mulțimea lanțului identificărilor, de a recunoaște această atribuire de serie de stări, generând cea ce se numește convențional 'Eu', sau individualitate asumantă, conștientă de sine.
Omul primește o enormă diversitate de mesaje și desprinde din fiecare concluzii specifice, după diferite criterii interpretante, utilizante și valorizante. Se pot extrage concluzii din analiza datelor percepției directe sau experiențiale, fie utilizând cunoștințe aproximative fie întrebuințând strategii interpretante de mare complexitate.
Se mai pot extrage concluzii din datele senzoriale comunicate de corpul nostru fie în stare de sănătate sau de boală. Spre exemplu un medic bun poate spune ce disfuncție are cineva pe baza unor analize de laborator, a câtorva descrieri de stare comunicate de pacient, sau pur și simplu prin  analiza atentă a comportamentului și afirmațiilor acestuia.
Se mai pot desprinde concluzii din observarea atentă a diferitelor relații interpersonale, când parteneri în relații creative comune, de afaceri, sau sentimentale, vor să își modifice relațiile din diferite motive.
Am putea descrie concluzia, drept acțiunea conceptuală care valorifică maxim un anume mesaj, cu condiția ca cel care o desprinde să dispună de volumul de cunoștințe utilizante și strategii interpretante necesare, pentru a asambla o concluzie verosimilă și completă, nu una imaginară sau parțială, cum se întâmplă în situațiile când trag rapid concluzii, indivizi fără pregătire în domeniu. O concluzie trasă rapid este mai degrabă o presupunere care poate să nu fie exactă cu evenimentul sau situația prezentată, un exemplu ar fi pandemia de coronavirus în care la debutul ei populația avea o părere iar în decursul ei această părere sau concluzie se schimbă după evenimentele ce au loc în lume de aceea:
O concluzie este o propoziție finală, la care se ajunge după luarea în considerare a dovezii, argumentelor sau premiselor.